# 检验科
检验科（英語：clinical laboratory）的主要工作是承担各个病房、急诊病人的各类检查工作。

## 检查项目

### 生化检查
1. 生化全项检查
2. 肝功能检查
3. 肾功能检查
4. 糖尿病监测
5. 血脂检查
6. 心肌损伤相关指标检测
7. 贫血检查
8. 离子检查
9. 微量元素检查

### 免疫检查
1. 感染疾病检查
2. 病毒标志物检查
3. 肿瘤标志物检查
4. 特种蛋白检查
5. 自身抗体检查
6. 骨代谢类
7. 激素检查

### 微生物检查
1. 幽门螺杆菌检查：C14－呼气试验
2. 真菌培养
3. 厌氧菌培养
4. L型细菌培养
5. 普通细菌培养
6. 淋球菌培养
7. 肺炎支原体抗体测定
8. 支原体培养
9. 衣原体抗原检查
10. O2培养（霍乱弧菌培养）
11. 轮状病毒抗原检查
12. 钩端螺旋体抗体检查
13. 结核杆菌培养